# Parascorpis typus
La especie Parascorpis typus es la única del género Parascorpis, a su vez el único de la familia Parascorpididae, una familia de peces marinos incluida en el orden Perciformes. En contra del resto de autores y basado en estudios más antiguos según ITIS no es una familia, la encuadra como subfamilia de la familia de las chopas.
Su nombre procede del griego: para (cerca de) + skorpion (el pez escorpión).

## Hábitat natural
Se distribuyen por la costa africana del océano Índico, desde Mozambique hasta el cabo de Buena Esperanza en Sudáfrica.
Vive en aguas subtropicales, en ambiente marino pelágico, entre los 20 y los 200 metros de profundidad. Generalmente se le puede encontrar cerca de la costa.

## Morfología
Cuerpo aplanado de color gris marrón, con una longitud máxima de unos 60 cm. en la aleta dorsal tiene 11 o 12 espinas y 15 a 17 radios blandos, mientras que en la aleta anal tiene tres espinas y 13 a 15 radios blandos. Tiene una gran boca con la mandíbula inferior proyectándose hacia fuera, sin incisivos.

## Comportamiento
Se alimenta de zooplancton, como filtradores. En el comportamiento reproductivo no tienen cuidado de las crías.

## Utilización
Rara vez capturado por los pescadores, aunque la carne es buena al gusto.